# Зеленче (Тернопільський район)
Зеле́нче — село в Україні, у Теребовлянській міській громаді Тернопільського району Тернопільської області.  Від 2015 у складі Теребовлянської міської громади. Розташоване на річці Гнізна, на півдні району.
Поштове відділення — Семенівське.
Населення — 422 особи (2015).
На деяких картографічних ресурсах помилково позначене як Зелене.

## Історія
Поблизу Зеленча виявлено археологічні пам'ятки трипільської, пшеворської, черняхівської та давньоруської культур.
Перша писемна згадка — 1556.
Діяли «Просвіта» та інші українські товариства.
12 червня 2020 року, відповідно до розпорядження Кабінету Міністрів України № 724-р «Про визначення адміністративних центрів та затвердження територій територіальних громад Тернопільської області» увійшло до складу Теребовлянської міської громади.
19 липня 2020 року, в результаті адміністративно-територіальної реформи та ліквідації Теребовлянського району, село увійшло до складу Тернопільського району.

## Релігія
- церква Різдва Івана Хрестителя (2005, кам'яна, УГКЦ).

## Пам'ятки
- Ботанічна пам'ятка природи місцевого значення «Зеленчанська ділянка».
- Встановлено пам'ятний хрест на честь скасування панщини.
- Навпроти корчми стояв колись хрест з необтесаного дерева на могилі померлого в дорозі на ярмарок «бойка-чумака».

## Постаті
Шевченко (Манько) Микола Романович — український військовик, учасник російсько-української війни.

## Галерея

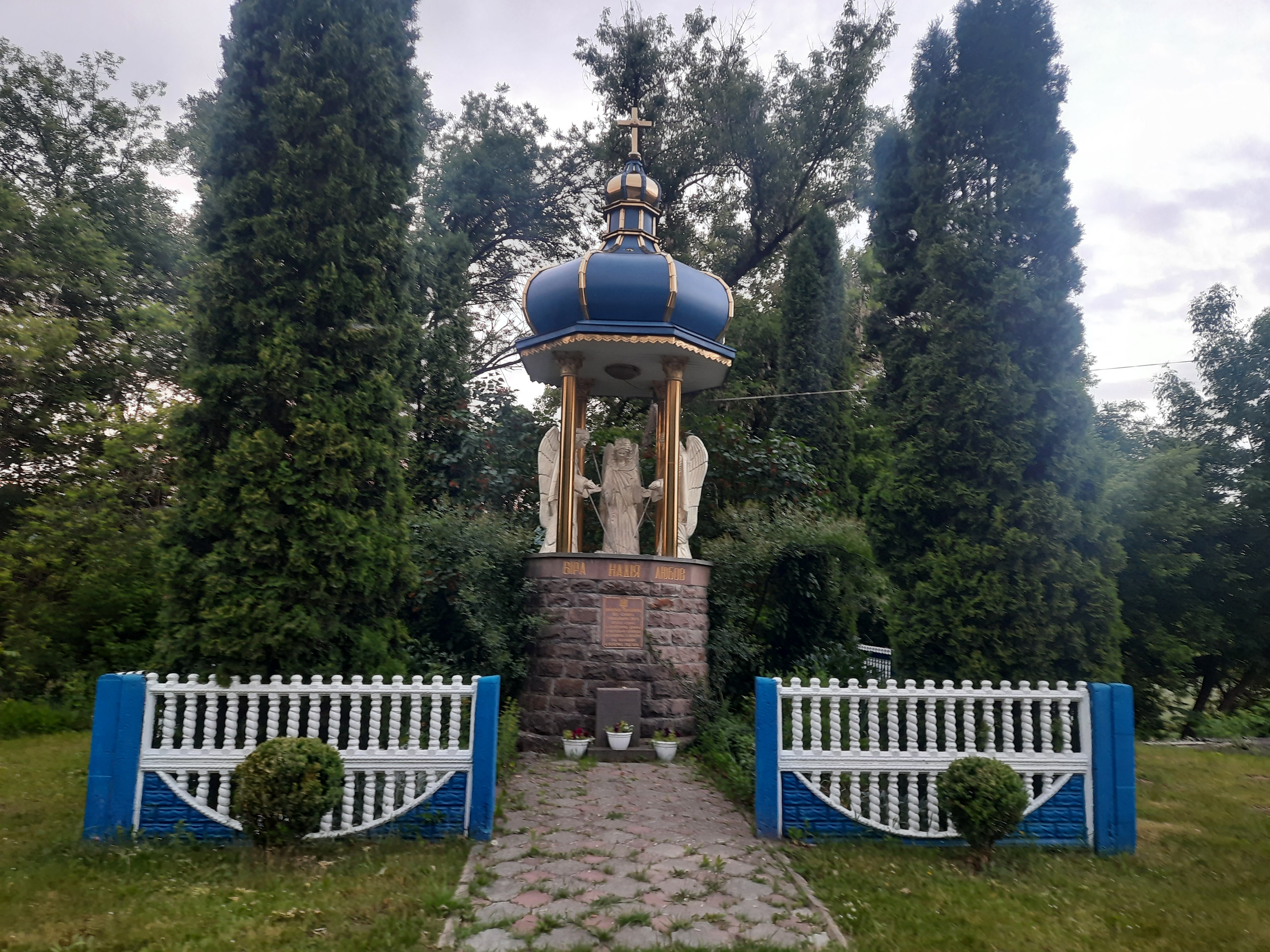
“Фіґура” Пресвятої Трійці при в’їзді у село
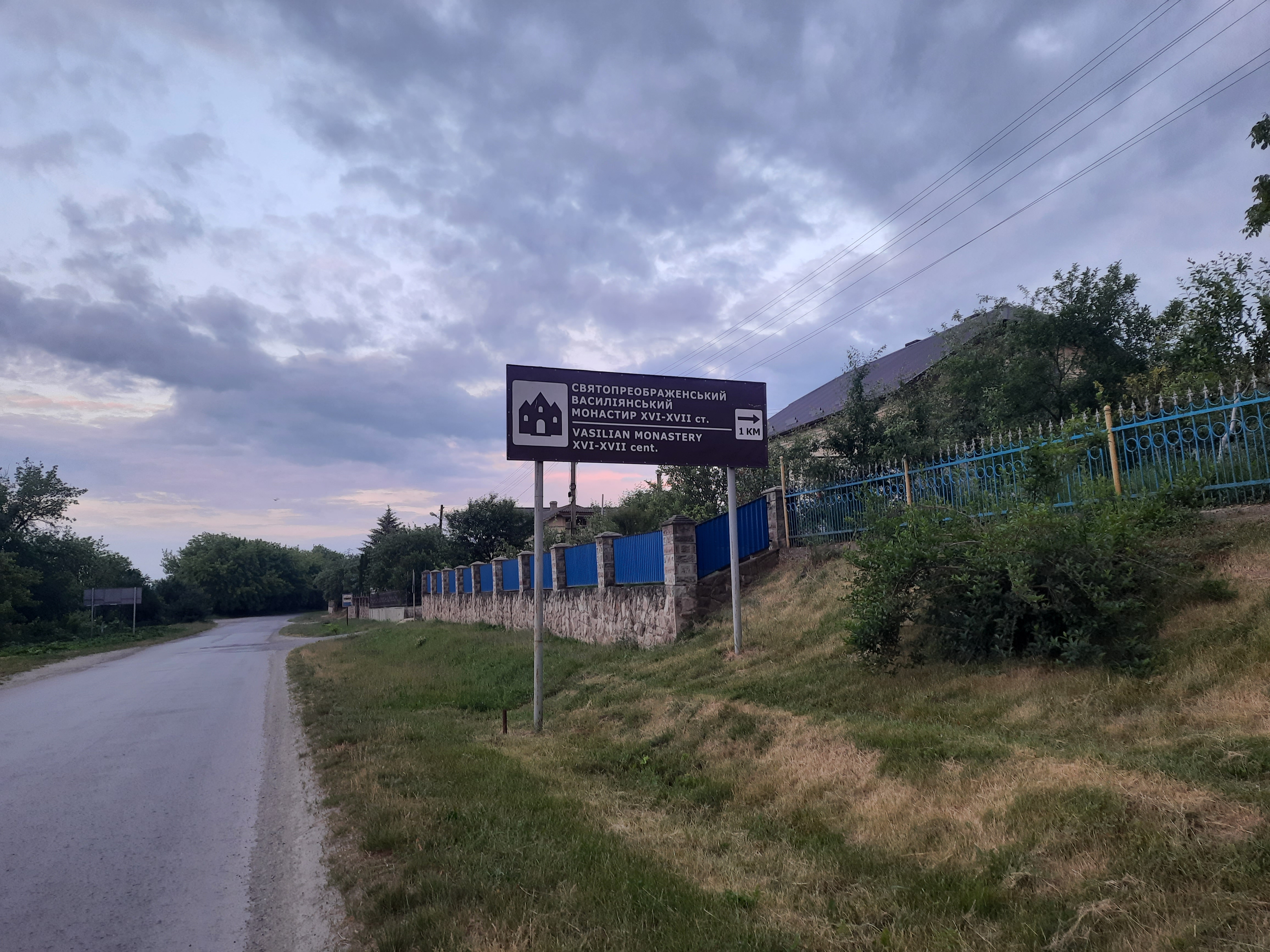
Вказівник до Підгорянського оборонного монастиря
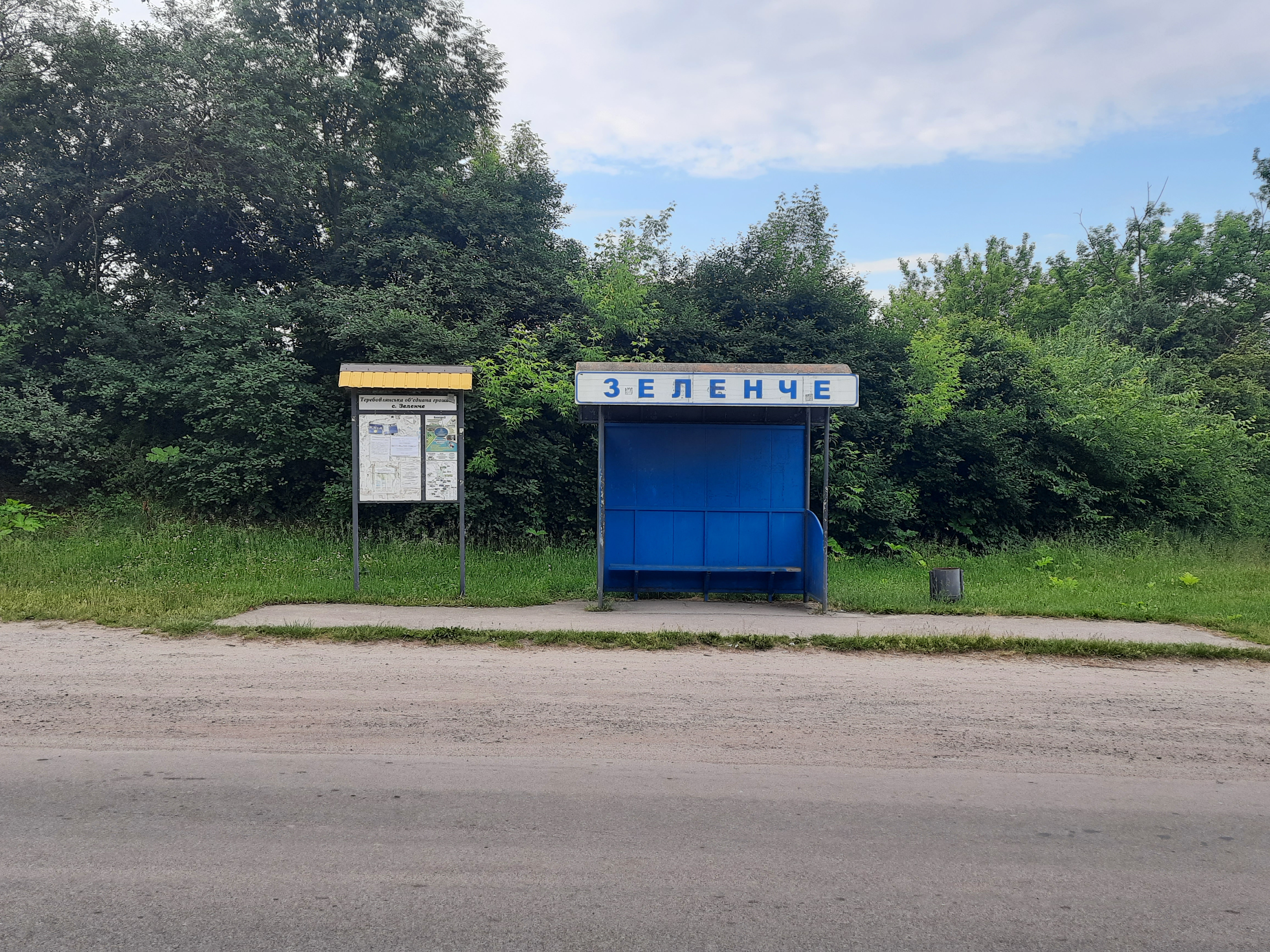
Автобусна зупинка